# Gedenkorte in der Heidmark
In der Heidmark (Lohheide und Osterheide) gibt es eine Reihe von Gedenkorten, die mit der Existenz des Konzentrationslagers Bergen-Belsen, den Aktivitäten der Wehrmacht, dem geplanten „Austauschlager“, Kriegshandlungen zum Ende des Krieges und der Befreiung des Konzentrationslagers durch britische Truppen in Zusammenhang stehen.

## Geschichtliche und geographische Zusammenhänge

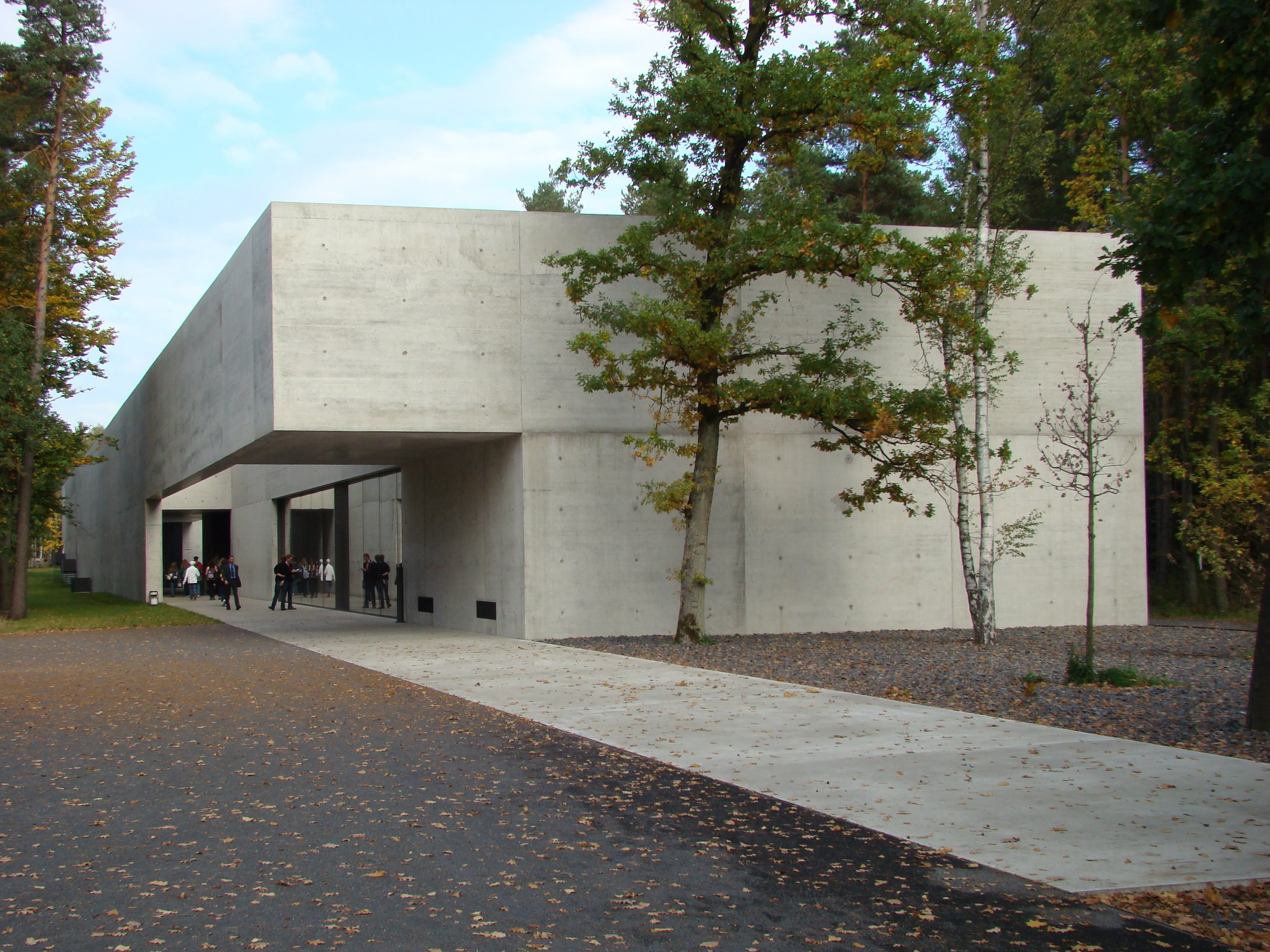
Dokumentationszentrum KZ Bergen-Belsen Außenansicht

Das KZ Bergen-Belsen entstand aus einem Kriegsgefangenen-Lager. Ursprünglich sollte es Häftlinge aufnehmen, die zum Austausch mit dem Ausland zur Verfügung standen. In unmittelbarer Nachbarschaft liegt seit 1935 der Truppenübungsplatz Bergen. Auf dem „Russenfriedhof“ liegen nach Schätzungen des Volksbundes Deutsche Kriegsgräberfürsorge 50.000 Tote in 14 Massengräbern. Nicht weit entfernt liegen auf der Kriegsgräberstätte Lohheide die Gräber deutscher bei den Kämpfen der letzten Tage des Zweiten Weltkrieges in der Lohheide gefallener Soldaten. Von der Besiedlung in vorgeschichtlicher Zeit zeugen die Sieben Steinhäuser.

## Kulturdenkmäler und Sehenswürdigkeiten

### Im Bereich der Lohheide

#### Historisches Lagergelände des ehemaligen Konzentrationslagers Bergen-Belsen und Dokumentationsstätte für das KZ Bergen-Belsen

##### KZ Bergen-Belsen

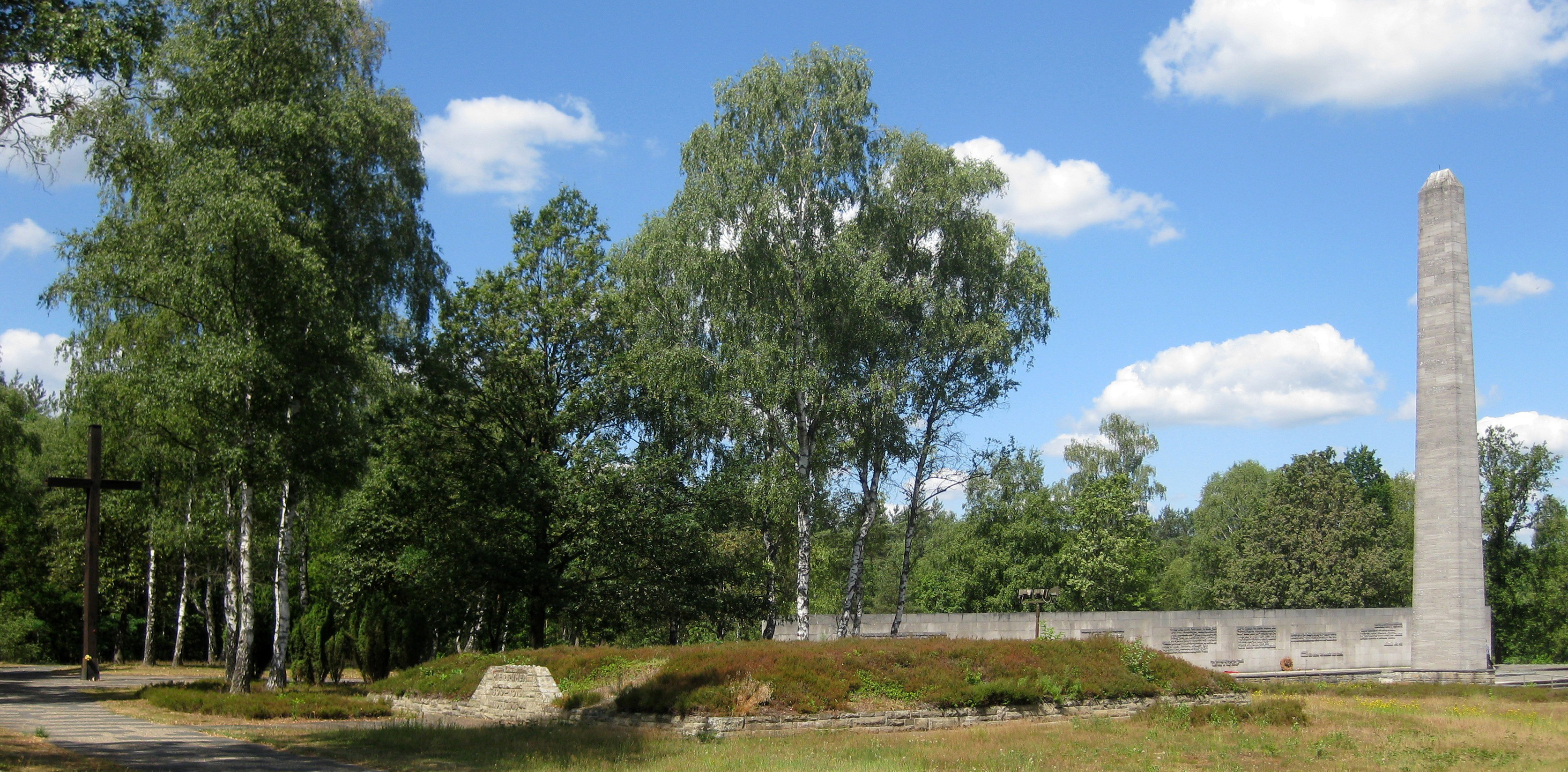
Friedhof auf dem historischen Lagergelände – Überblick mit (von links) polnischem Holzkreuz, Massengrab mit Inschrift „Hier ruhen 800 Tote April 1945“, Inschriftenwand und Obelisk

Das Dokumentationszentrum KZ Bergen-Belsen liegt an der Straße zwischen Bergen, Belsen und Winsen/Aller, an das KZ Bergen-Belsen bestanden hat.
Am Ort des ehemaligen KZ Bergen-Belsen gab es bereits 1952 die erste Gedenkstätte am Ort eines ehemaligen KZs, bestehend aus einem jüdischen Mahnmal und einer Inschriftentafel mit Obelisk, und ab 1966 auch eine Ausstellungshalle. Als Erinnerungsort wurde Bergen-Belsen über Jahrzehnte hinweg kaum gepflegt. 2007 eröffnete das Land Niedersachsen in Zusammenarbeit mit dem Bund einen Neubau. Die Arbeit der Gedenkstätte wird auch ehrenamtlich von Mitgliedern der Arbeitsgemeinschaft Bergen-Belsen e. V. unterstützt.
Seit 1993 arbeiten niedersächsische Jugendverbände auf dem Gelände der Gedenkstätte und des sowjetischen Kriegsgräberfriedhofes.

##### Kriegsgefangenenlager der Wehrmacht 1939 bis 1945

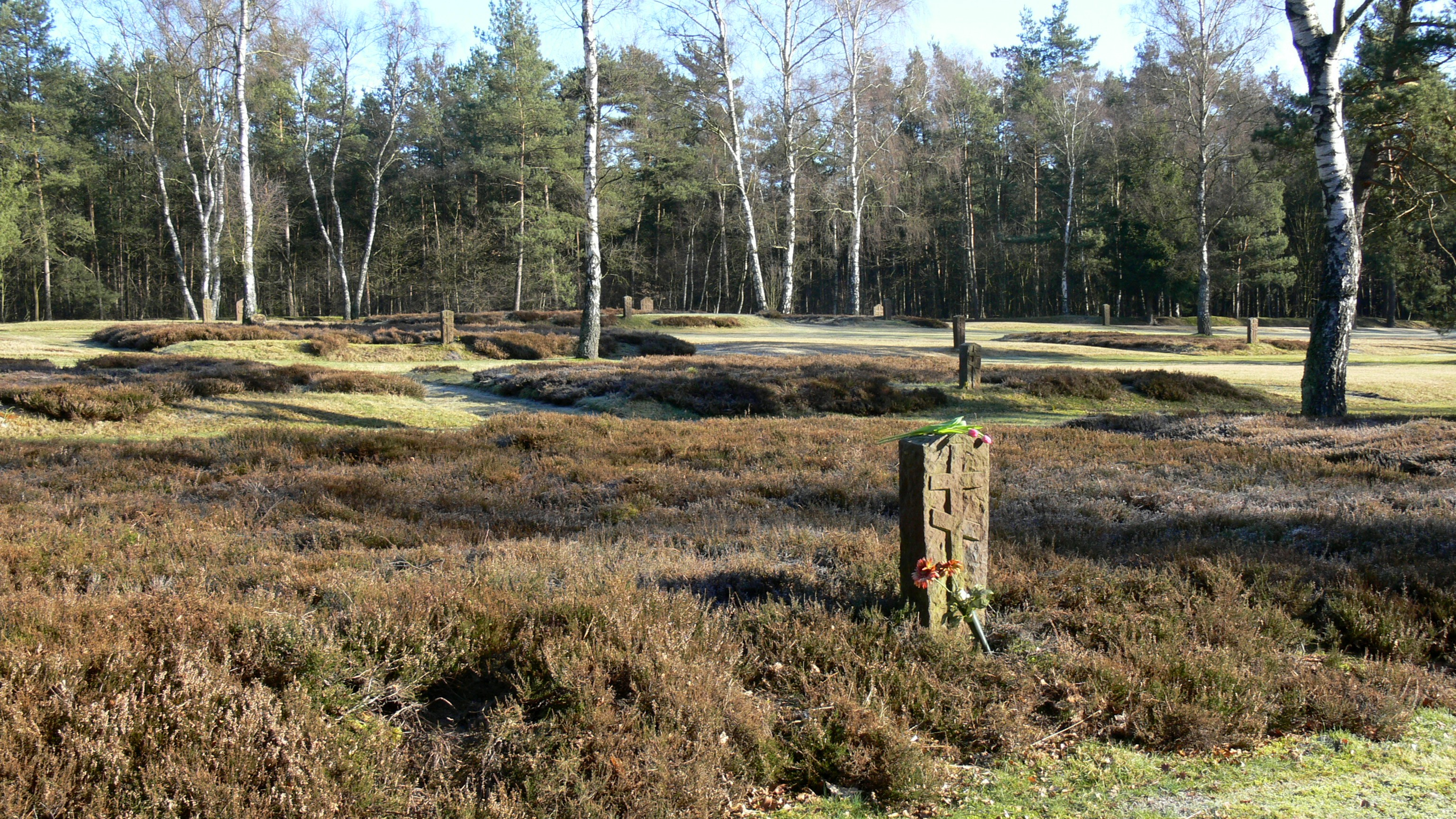
Massengräber auf dem sowjetischen Kriegsgefangenenfriedhof

Die Errichtung des Lagers geht bis September 1939 zurück. Die Situation vor allem sowjetischer, italienischer und polnischer Gefangener wird im Dokumentationszentrum dargestellt. Der Sowjetische Kriegsgefangenenfriedhof in Hörsten mit 14 Massengräbern ist von der Gedenkstätte Bergen-Belsen über einen Fußweg oder von der Straße Ostenholz–Belsen zu erreichen.

##### Displaced Persons Camp Bergen-Belsen 1945 bis 1950
Im Obergeschoss des Dokumentationszentrums befinden sich Ausstellungen zum Nothospital 1945, zum polnischen DP-Camp 1945 bis 1946 und zum jüdischen DP-Camp 1945 bis 1950.

##### Sonstige Dokumentationen

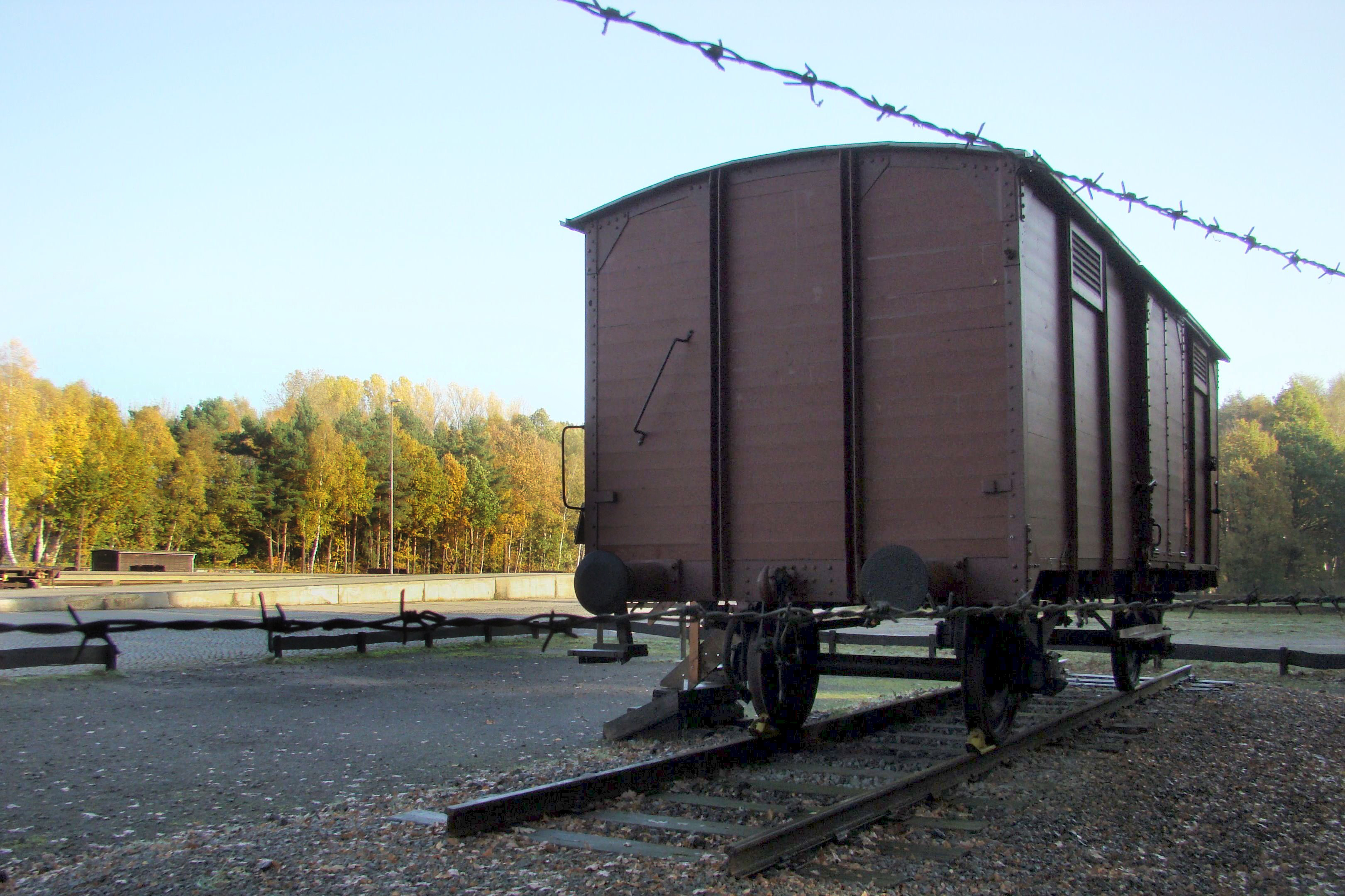
Transport-Waggon – im Hintergrund ein Teil der Verladerampe

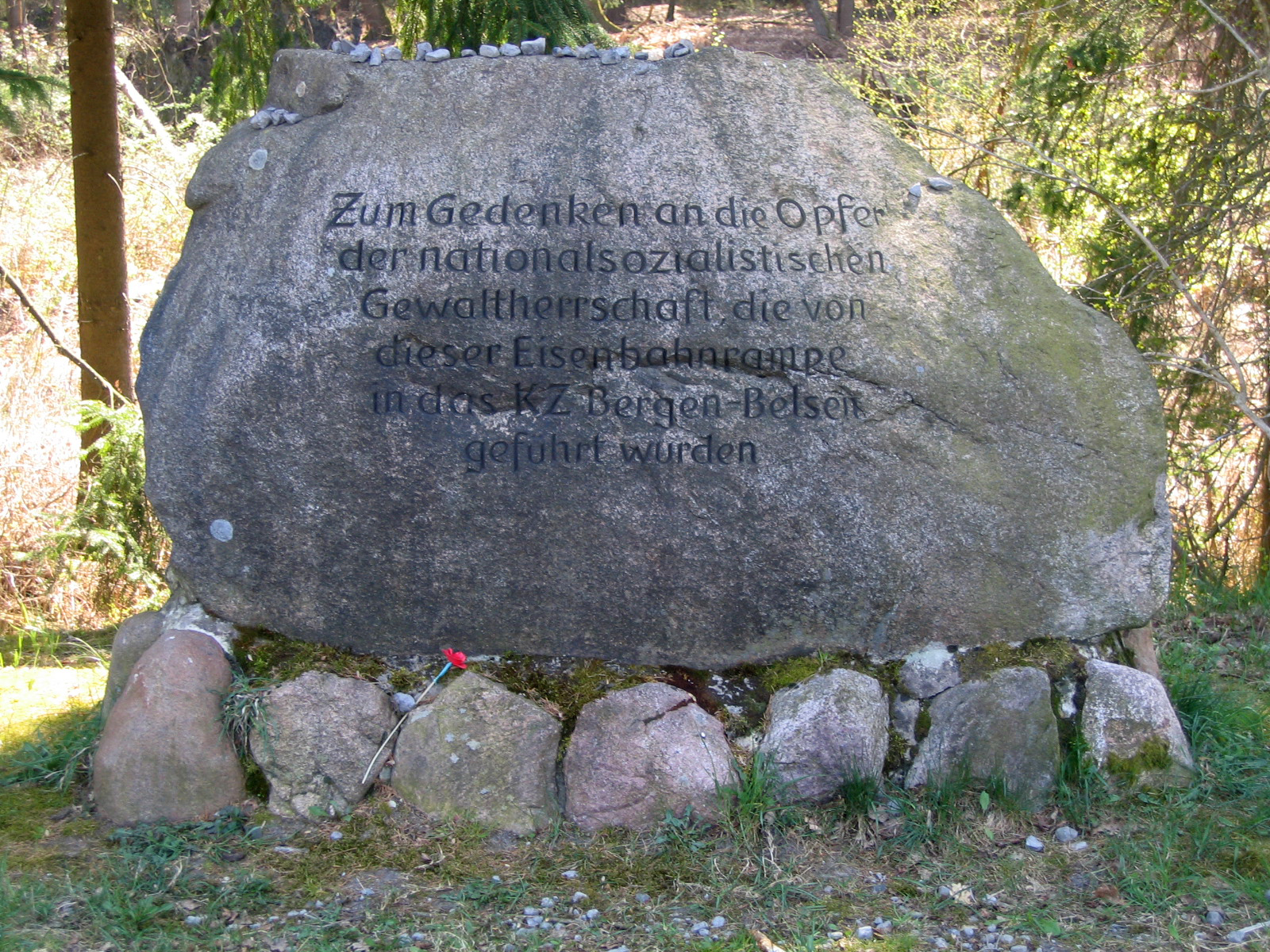
Gedenkstein an der Rampe

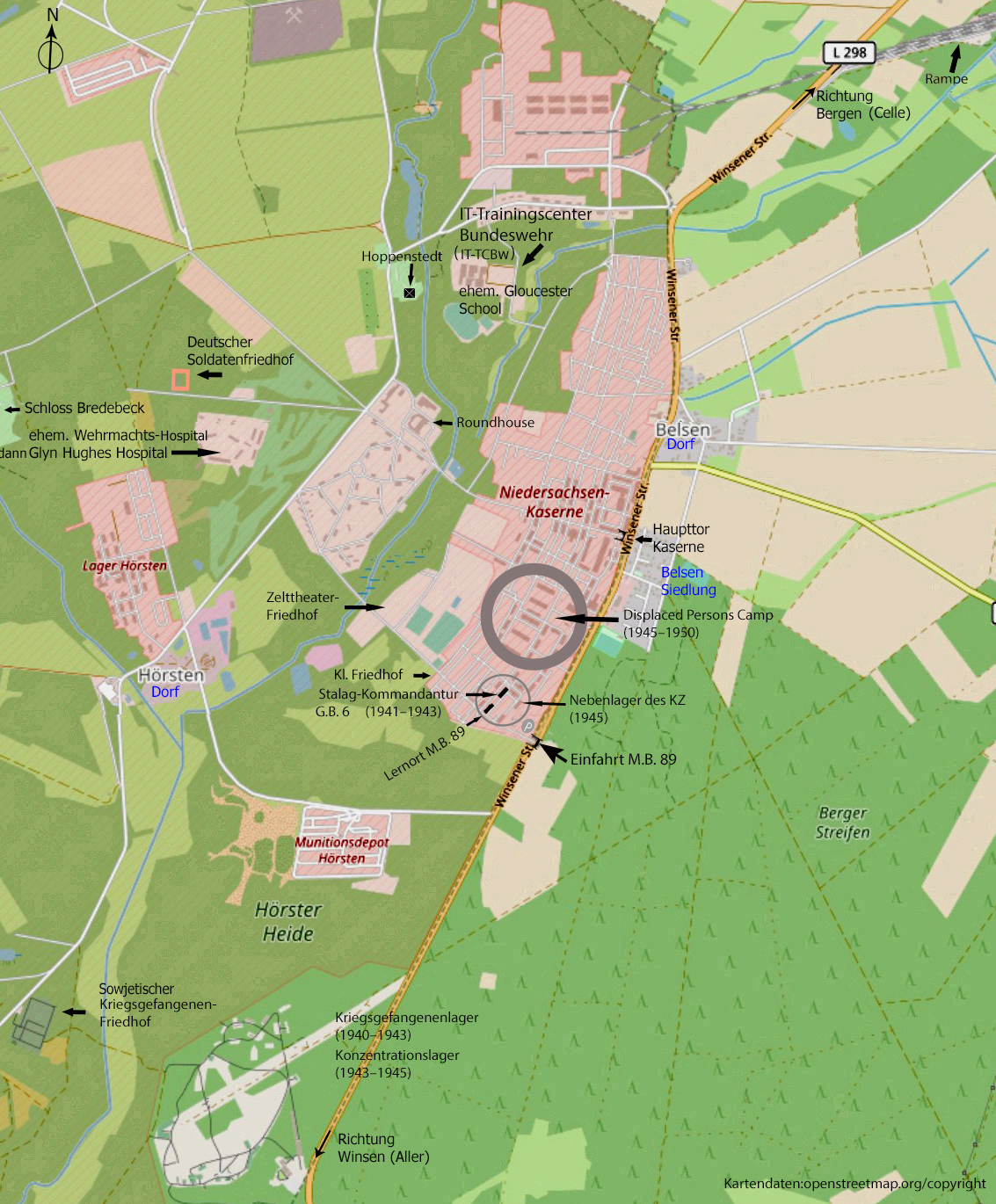
Niedersachsen-Kaserne mit Umgebung

Im Dokumentationszentrum befinden sich auch folgende Ausstellungen
- Topografie des früheren Lagerareals: In sechs phasenchronologischen Karten wird die Geschichte des Ortes von 1938 bis April 1945 dargestellt.
- Strafverfolgung der Täter, Ermittlungsverfahren, Prozesse (Bergen-Belsen-Prozess), Urteile.
- Bodenfunde: In 20 Vitrinen werden Gegenstände gezeigt, die auf dem Gelände des früheren Lagers bei Freilegungsarbeiten gefunden wurden.
- Videointerviews mit Zeitzeugen: Die 340 Interviews der Überlebenden und Zeitzeugen haben eine Gesamtlänge von rund 1.300 Stunden (Stand: Juli 2007).

#### Verladerampe
Abseits der neuen Dokumentationsstätte wird auf der Verladerampe deutlich, welchen Weg die Häftlinge ins Lager zurücklegen mussten. Auf der Straße (L 298) von Bergen nach Belsen, etwa auf halbem Wege, führt eine Straßenbrücke über die Bahntrasse, die von Celle über Bergen nach Belsen verläuft. Gleich hinter dieser Brücke links, auf dem Parkplatz, befindet sich ein Mahnmal. Dieses wurde von dem Hannoveraner Künstlerpaar Almut und Hans-Jürgen Breuste geschaffen und am 26. Januar 2008 hier eingeweiht. Es soll an die nahe gelegene Bahnrampe erinnern, auf der die Kriegsgefangenen und KZ-Häftlinge ankamen. Sie wurden von der Reichsbahn hierher transportiert und mussten von hier 5 bis 6 km zu Fuß in das Lager marschieren. Vom Parkplatz führt entlang der Bahntrasse ein schmaler unscheinbarer (aber ausgeschilderter) ca. 550 m langer Fußweg zur Verladerampe. Die AG Bergen-Belsen hat dort einen „gedeckten Güterwagen“ aufgestellt. Ein Teil der Rampe und des Gleises wurde auf deren Antrag im Jahr 2000 unter Denkmalschutz gestellt.

#### DP-Camp Belsen

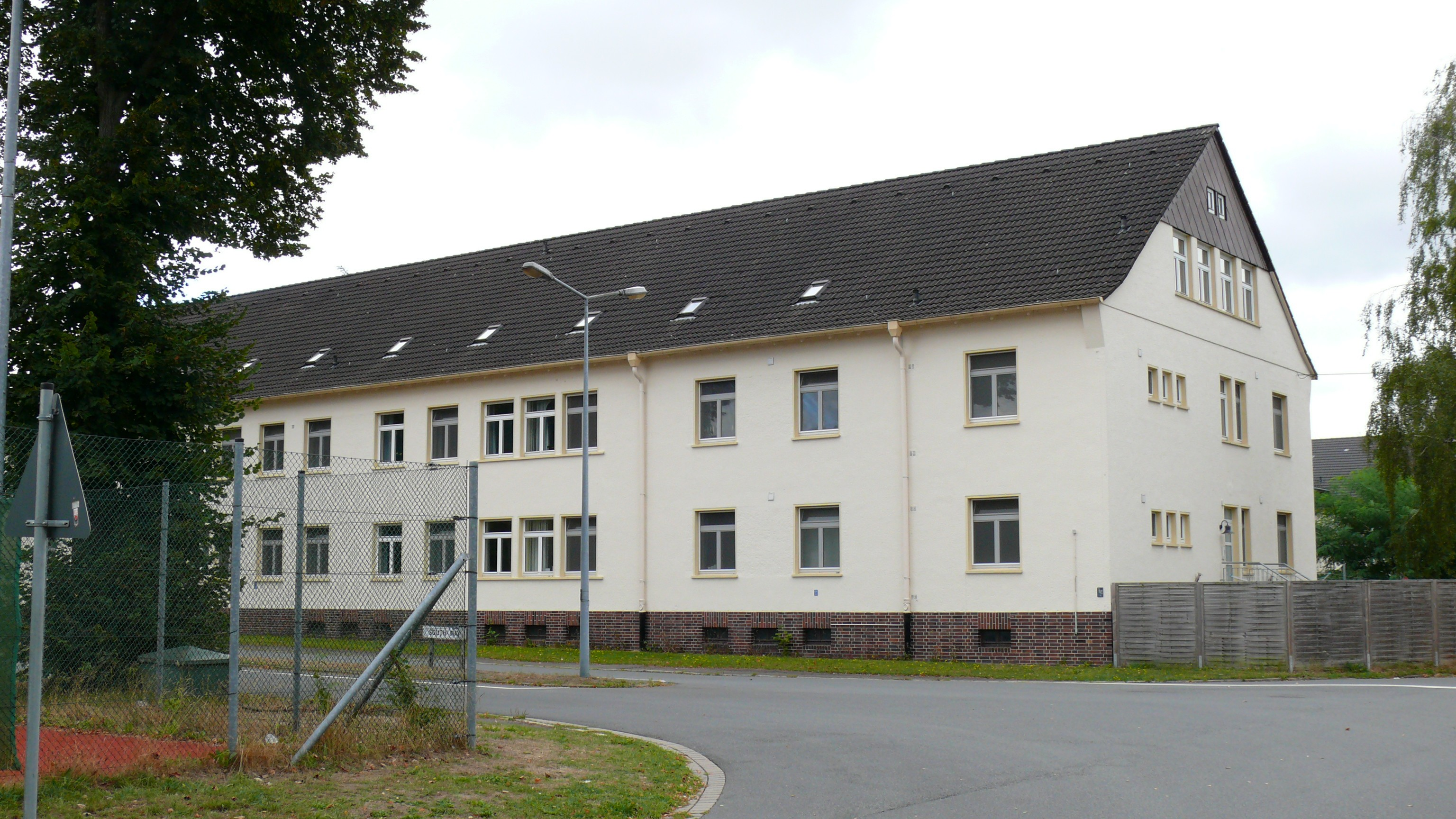
Teil des „Häftlingslagers II“, in dem kurzzeitig 1945 Häftlinge aus anderen KZs untergebracht waren.

Displaced Persons (DP) waren Zivilisten, die durch die Wirren des Zweiten Weltkriegs zunächst ohne bekannten Wohnsitz waren und die von den alliierten Truppen betreut wurden. Das DP-Camp Belsen umfasste zwei britische DP-Lager für Displaced Persons auf dem östlich neben dem ehemaligen Konzentrationslager Bergen-Belsen angrenzenden Wehrmachtsgelände. Das KZ war bereits kurz nach der Befreiung durch die Alliierten aus hygienischen Gründen niedergebrannt worden, um die mögliche Ausbreitung von Seuchen zu verhindern.
Das Camp mit den beiden Lagern wurde in einer ehemaligen Wehrmachtskaserne eingerichtet.

##### Zelttheaterfriedhof
„Nach der Befreiung des KZ Bergen-Belsen evakuierte die britische Armee innerhalb von vier Wochen etwa 29.000 Überlebende in den nahegelegenen Kasernenkomplex und richtete unter Mithilfe von zivilen Hilfsorganisationen in verschiedenen Gebäuden Notlazarette ein. Dort starben noch Tausende Menschen an den Folgen ihrer KZ-Haft. Für sie wurde ein eigener Friedhof am Rand des Kasernenkomplexes angelegt. In der Nähe befand sich ein großes Zelt für Theateraufführungen, weshalb er „Zelttheaterfriedhof“ genannt wurde. Bis Ende 1945 wurden dort etwa 4500 jüdische und nichtjüdische Tote vieler Nationalitäten beerdigt. Bis 1950 wurden auf diesem Friedhof auch die verstorbenen Bewohner des jüdischen DP-Camps begraben.“

Der Zelttheaterfriedhof
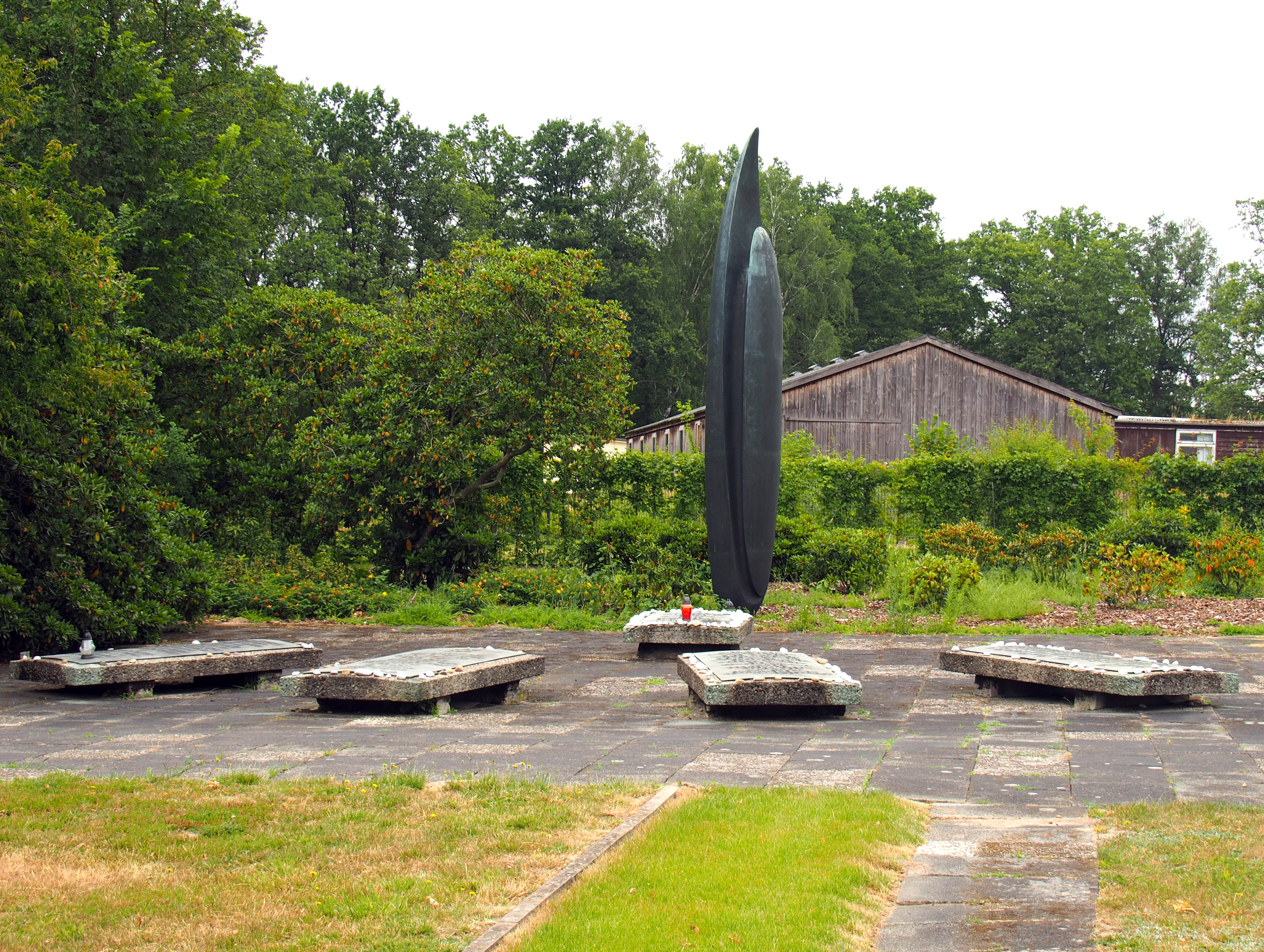
Zentraldenkmal auf dem Friedhof
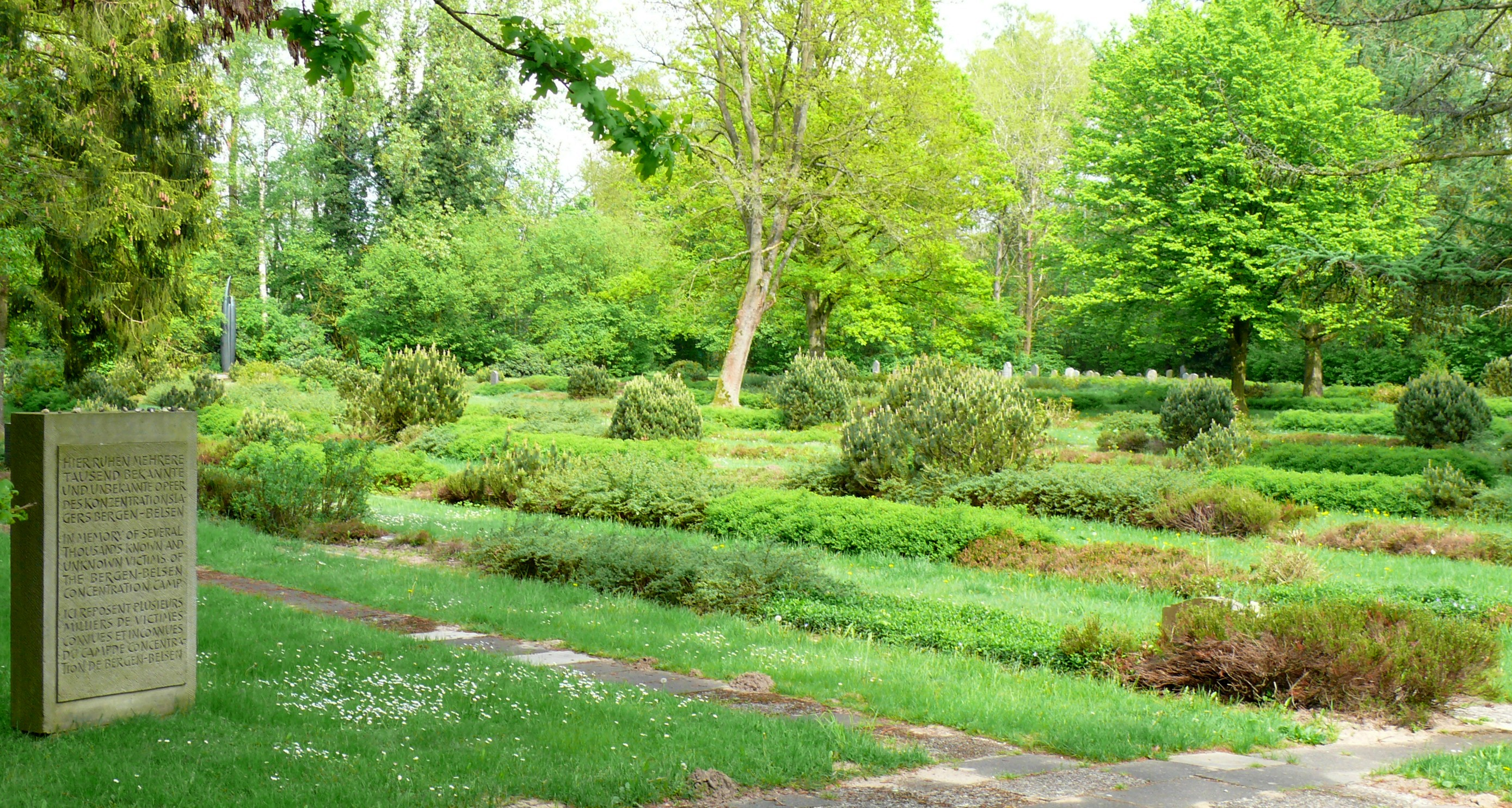
Überblick über den Friedhof
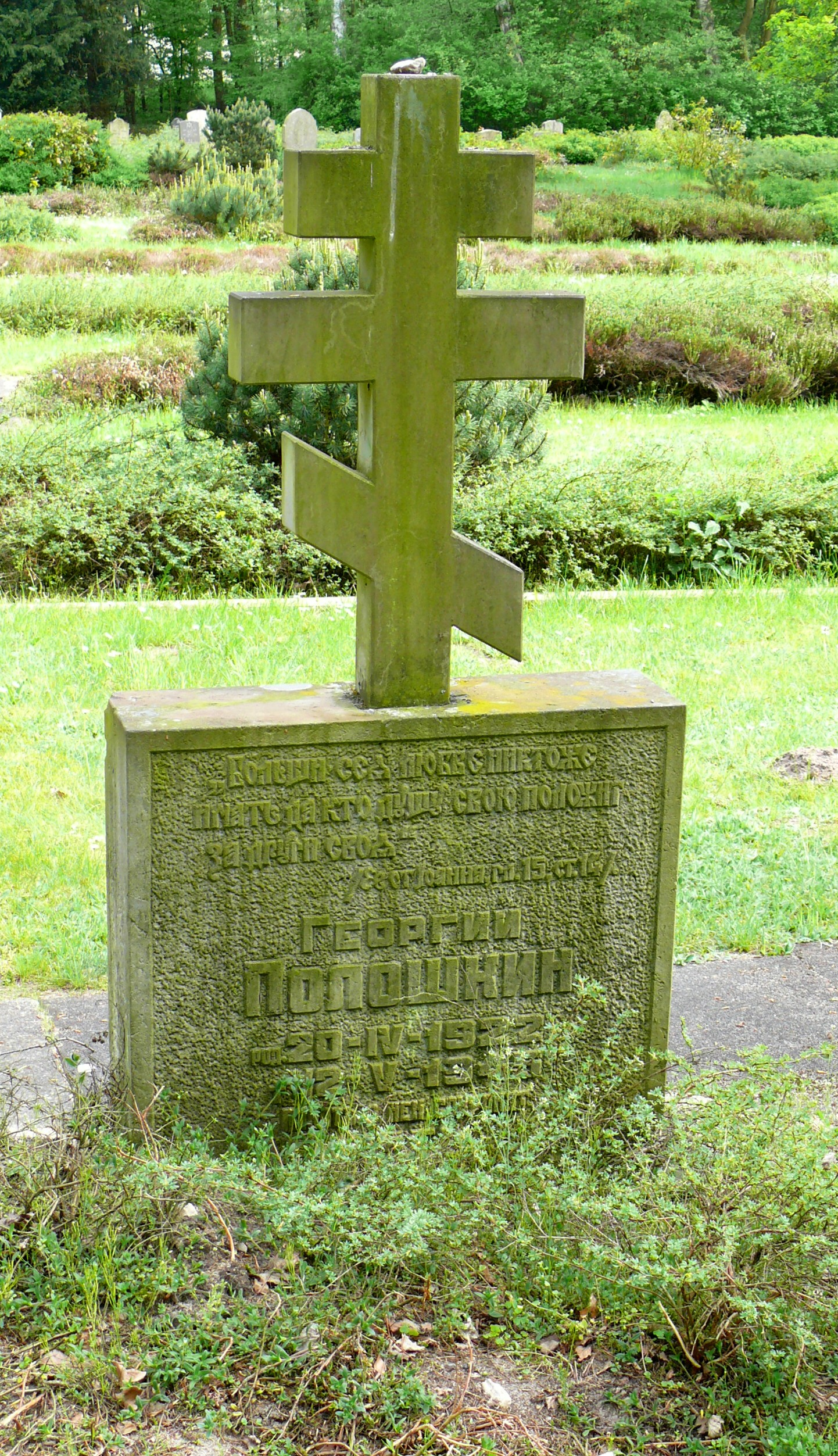
Russisch-Orthodoxes Grab
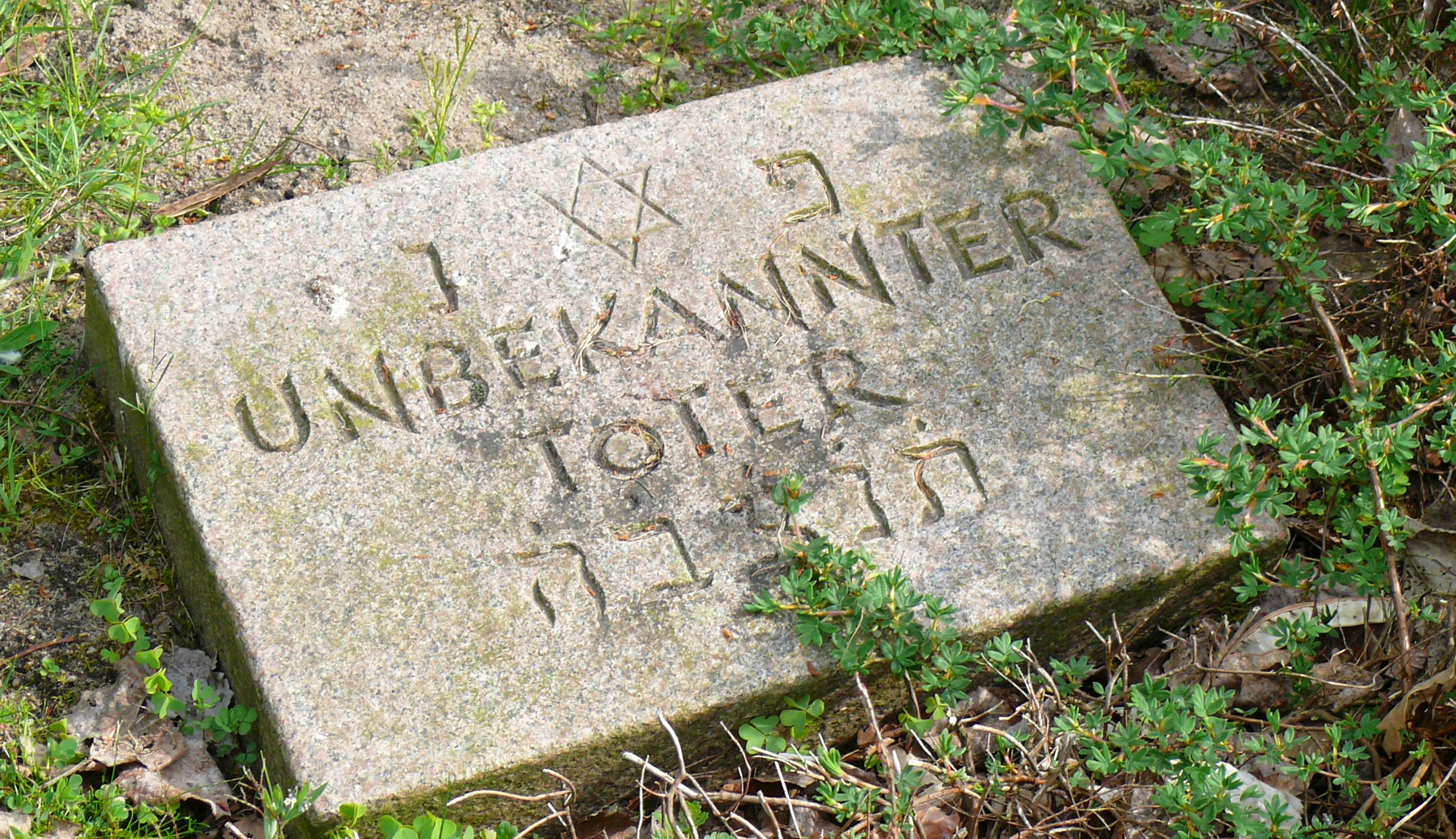
Viele Gräber haben einen Hinweis auf den „unbekannten Toten“ – Noch mehr Grabstellen haben keinen Stein.
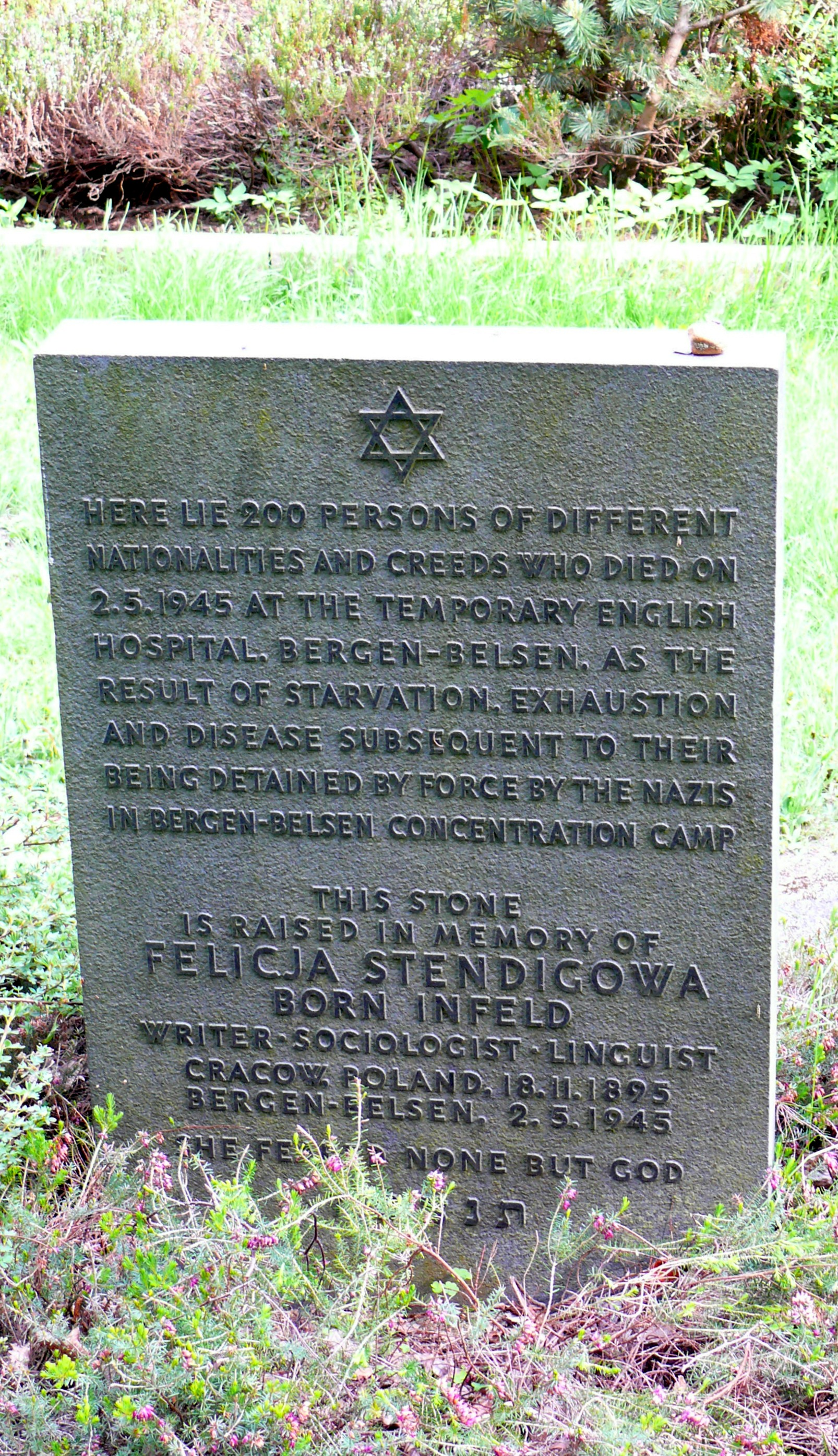
Grabstein für Felicja Stendigowa (innerhalb von 200 anderen Toten)

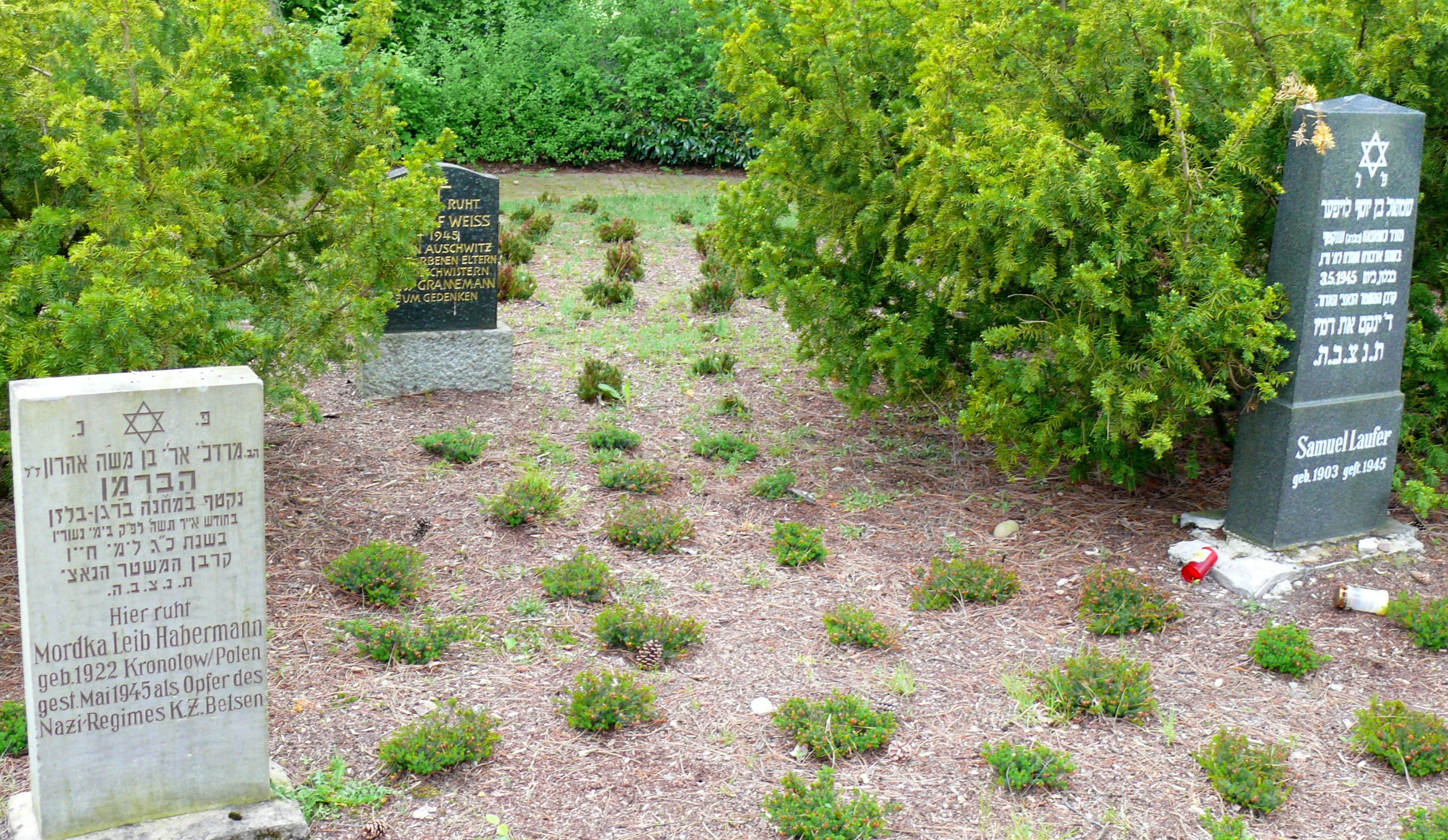
Drei Grabsteine mit hebräischen Inschriften auf dem „Kapo-Friedhof“

##### „Kapofriedhof“
Auf einem kleineren Friedhof nicht weit entfernt von Zelttheaterfriedhof – gegenüber den Kasernen, in denen zunächst KZ-Häftlinge aus anderen KZs (z. B. Mittelbau-Dora) und danach DPs untergebracht wurden – sind Menschen begraben, die in den Kasernen schräg gegenüber gestorben sind. Dabei handelt es sich um Kapos, die aus Mittelbau-Dora in das Häftlingslager II („Nebenlager“)des KZ Bergen-Belsen gekommen waren und in Spannungen untereinander verwickelt waren. Nach Einrichtung des DP-Camps in denselben Kasernen wurden auch Tote aus diesem Camp zunächst hier begraben. Woher die hebräischen Inschriften auf drei Grabsteinen rühren, ist nicht bekannt.
Beide Friedhöfe liegen innerhalb des Kasernengeländes (siehe Lageplan) und sind daher nicht öffentlich zugänglich. Nur bei Gedenkveranstaltungen der Stiftung niedersächsische Gedenkstätten, oder gelegentlich organisierten Bustouren ist es möglich diese zu besuchen.

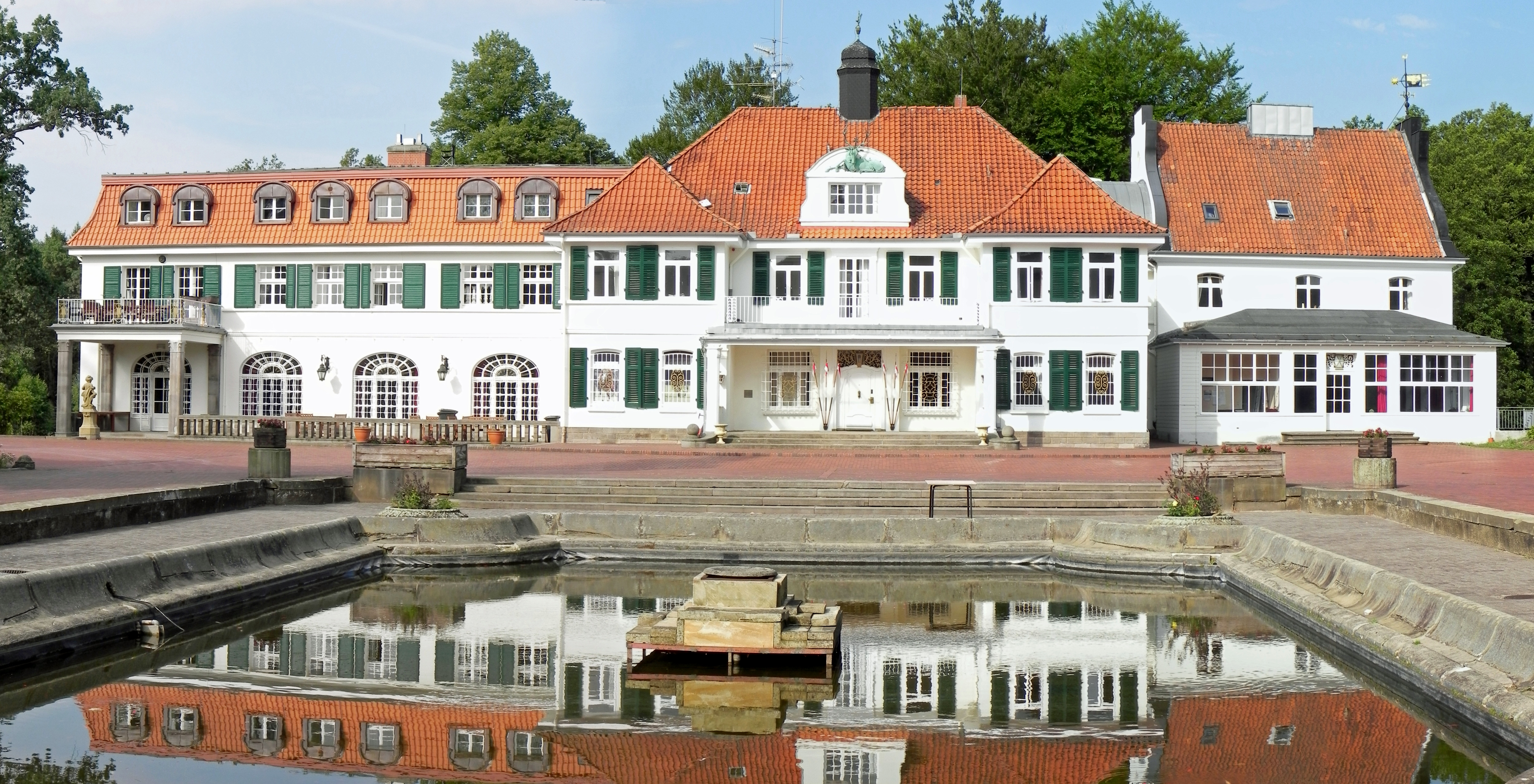
Schloss Bredebeck – wird von der britischen Armee genutzt (für die Öffentlichkeit gesperrt)

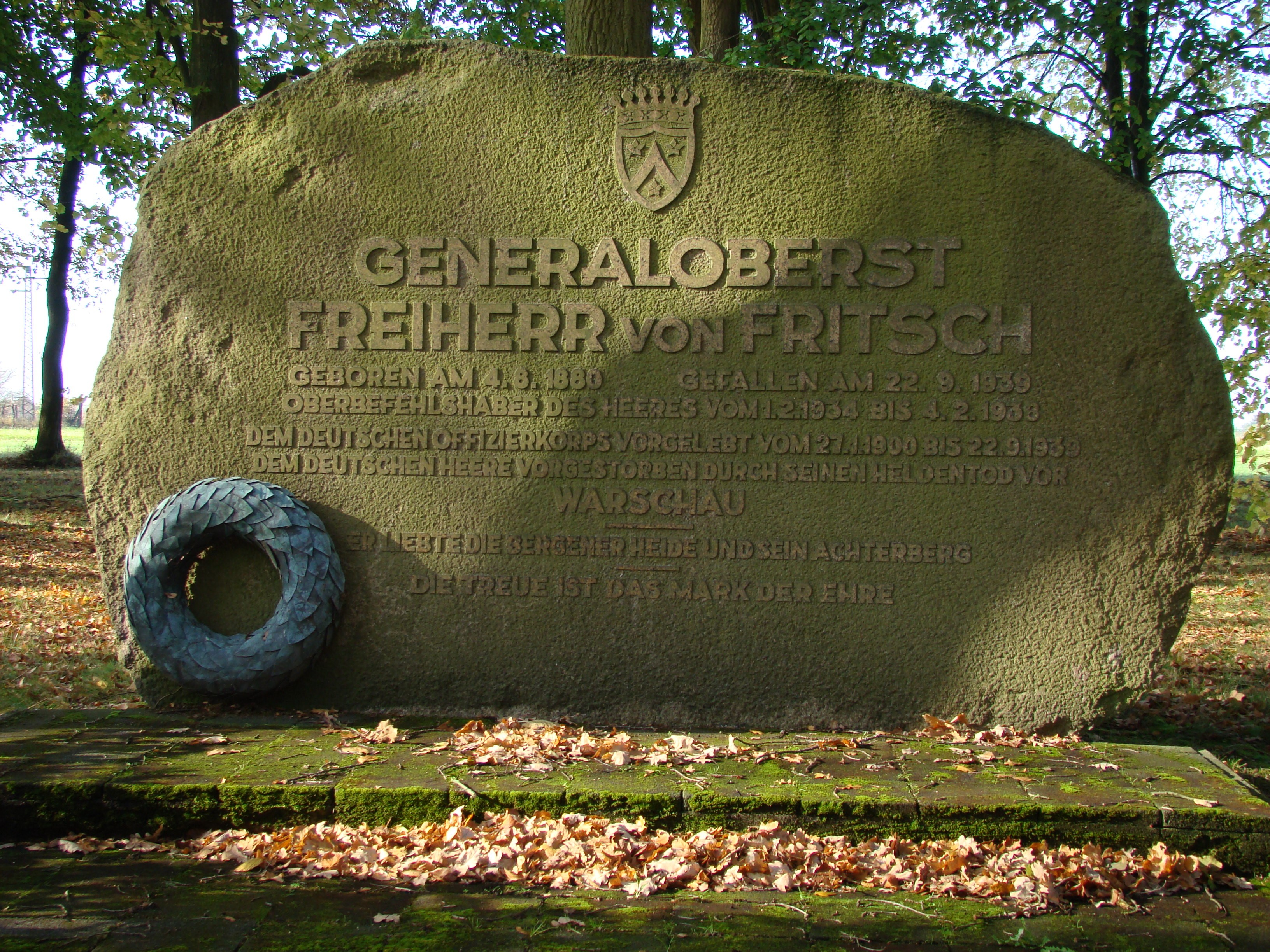
Ehrendenkmal für Generaloberst Werner Freiherr von Fritsch im ehem. Hoppenstedt (Lohheide)

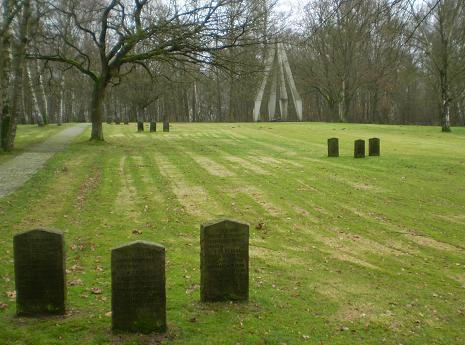
Friedhof der Namenlosen in Oerbke

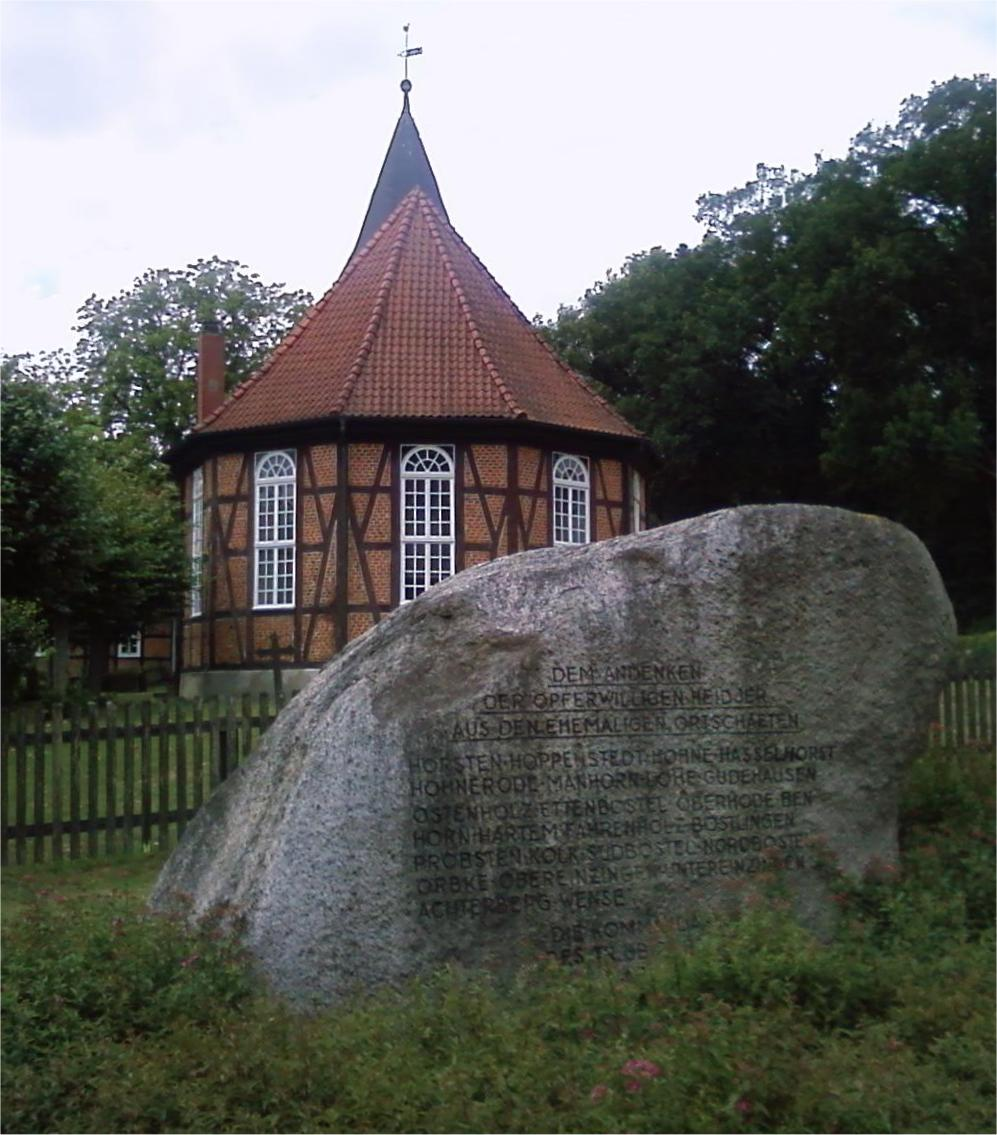
„Hoher Stein“ und Kirche in Ostenholz

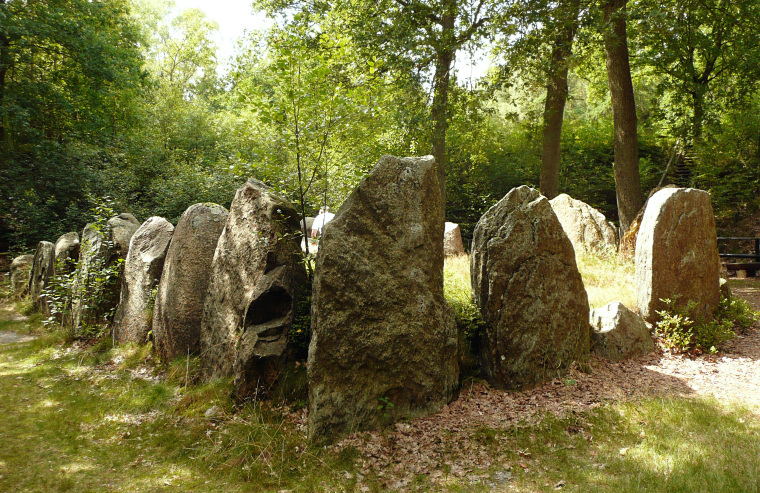
Anlage D – größte Anlage der „Sieben Steinhäuser“

#### Deutscher Kriegsgräberfriedhof Lohheide
Der deutsche Kriegsgräberfriedhof liegt im Kasernengebiet, ist aber erreichbar und ausgeschildert.

Deutscher Kriegsgräberfriedhof Lohheide
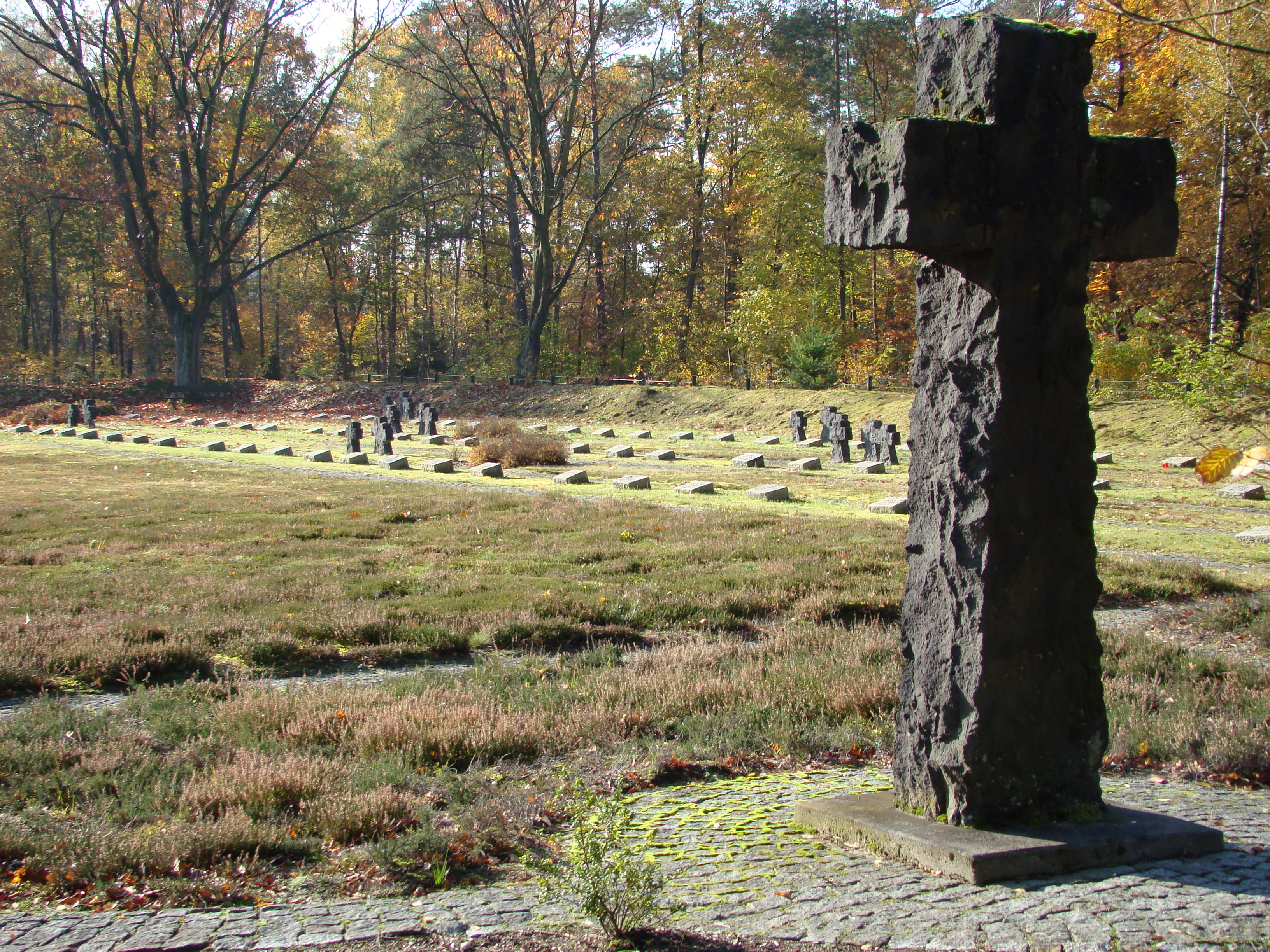
Deutsche Kriegsgräberstätte beim Lager Bergen-Hohne
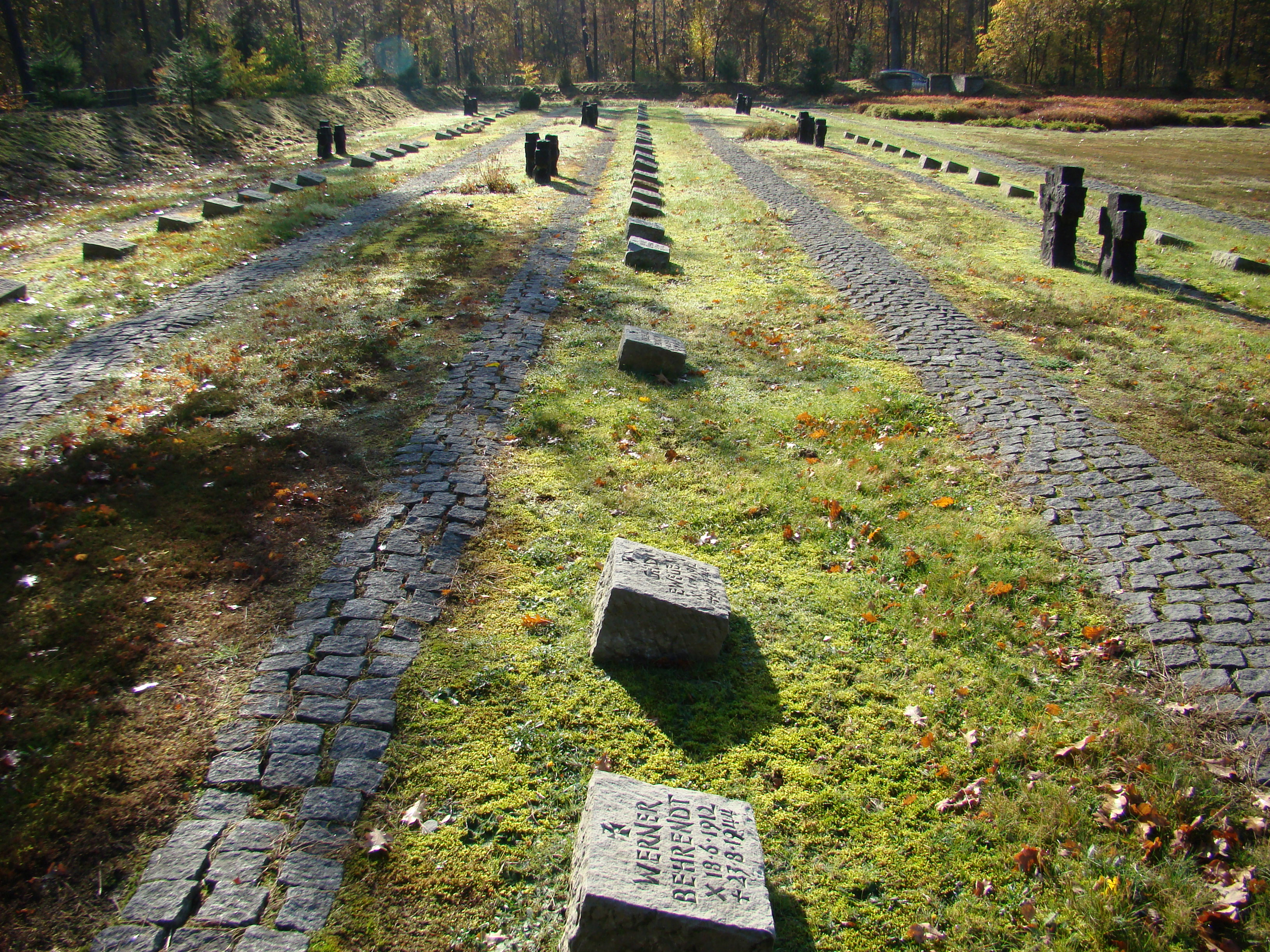
Gräber auf dem Deutschen Kriegsgräber-Friedhof
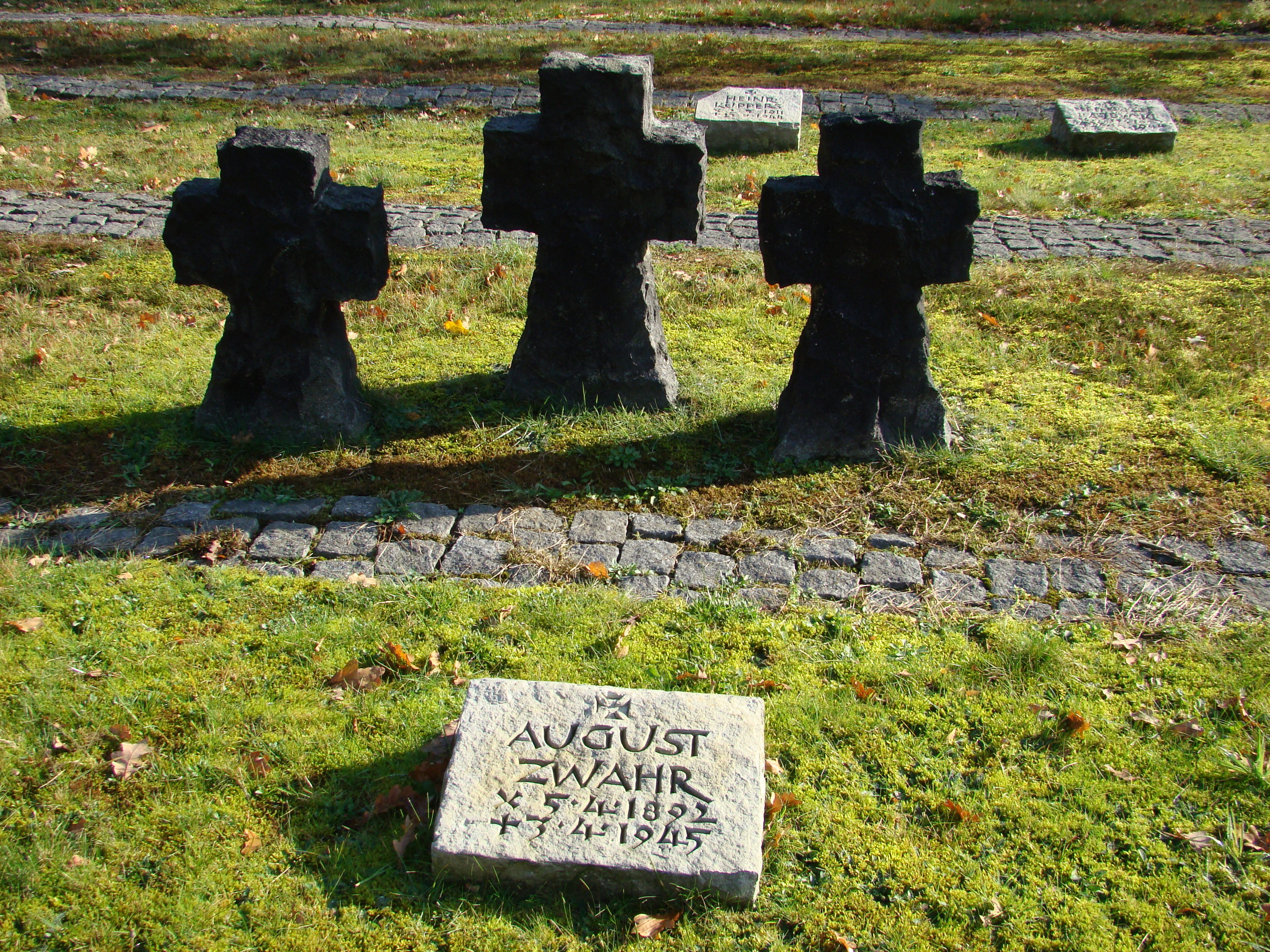
Grabstätte auf dem Deutschen Kriegsgräber-Friedhof

#### Schloss Bredebeck
Das Schloss Bredebeck am Liethbach ist Teil des Lagers Bergen-Hohne. Seit 1945 ist es die Offiziersmesse der Kommandantur der britischen Armee. Gelegentlich nutzen die Briten es als Gästehaus.
Als solches diente es auch schon der britischen Königsfamilie als Unterkunft.

#### Ehrenmal für Werner von Fritsch
Ein Ehrendenkmal für Generaloberst Werner Freiherr von Fritsch befindet sich im ehem. Hoppenstedt (Lohheide). Ein anderer Gedenkstein ist im ehem. Achterberg aufgestellt.

### Im Bereich der Osterheide

#### Oerbke (im Westen)
- Friedhof der Namenlosen, eine Kriegsgräberstätte, in der rund 30.000 sowjetische Kriegsgefangene des Zweiten Weltkrieges in Massengräbern begraben wurden.[21]
- Die Lieth-Schule in Bad Fallingbostel veranstaltete im November 2012 einen „Weg des Erinnerns“ von der Rampe des Güterbahnhofes in Bad Fallingbostel zum ehemaligen Stalag.[22]

#### Ostenholz (im Südwesten)
- Fachwerkkirche mit hölzernem Turm aus dem Jahre 1724
- Hoher Stein, ein Gedenkstein zur Räumung der Gemeinden 1936 zwecks Anlegens eines Nazi-Truppenübungsplatzes[23]
- Sieben Steinhäuser, Großsteingräber der Jungsteinzeit im Süden des Truppenübungsplatzes

#### Wense (im Nordwesten)
- Gutskapelle, prachtvolle Kirche aus dem Jahr 1558

#### Essel
- Am Allerübergang zwischen Essel und Hademstorf liegen auf einem Kriegsgräberfriedhof gefallene Soldaten begraben, die im Kampf um die Allerbrücke im April 1945 umgekommen sind.[24]

## Lagepläne

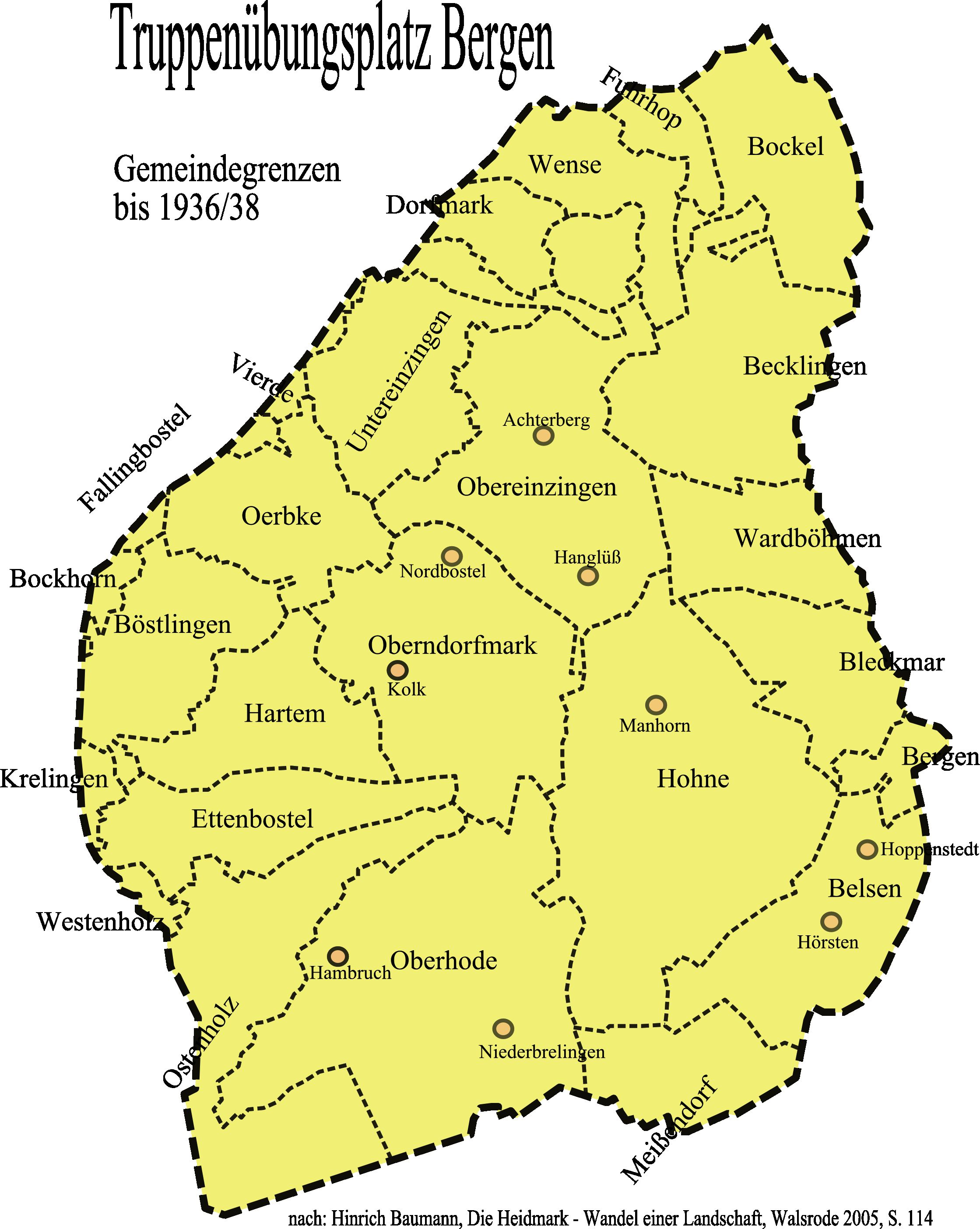
Karte der ehemaligen Dörfer vor Errichtung des Truppenübungs-Platzes Bergen
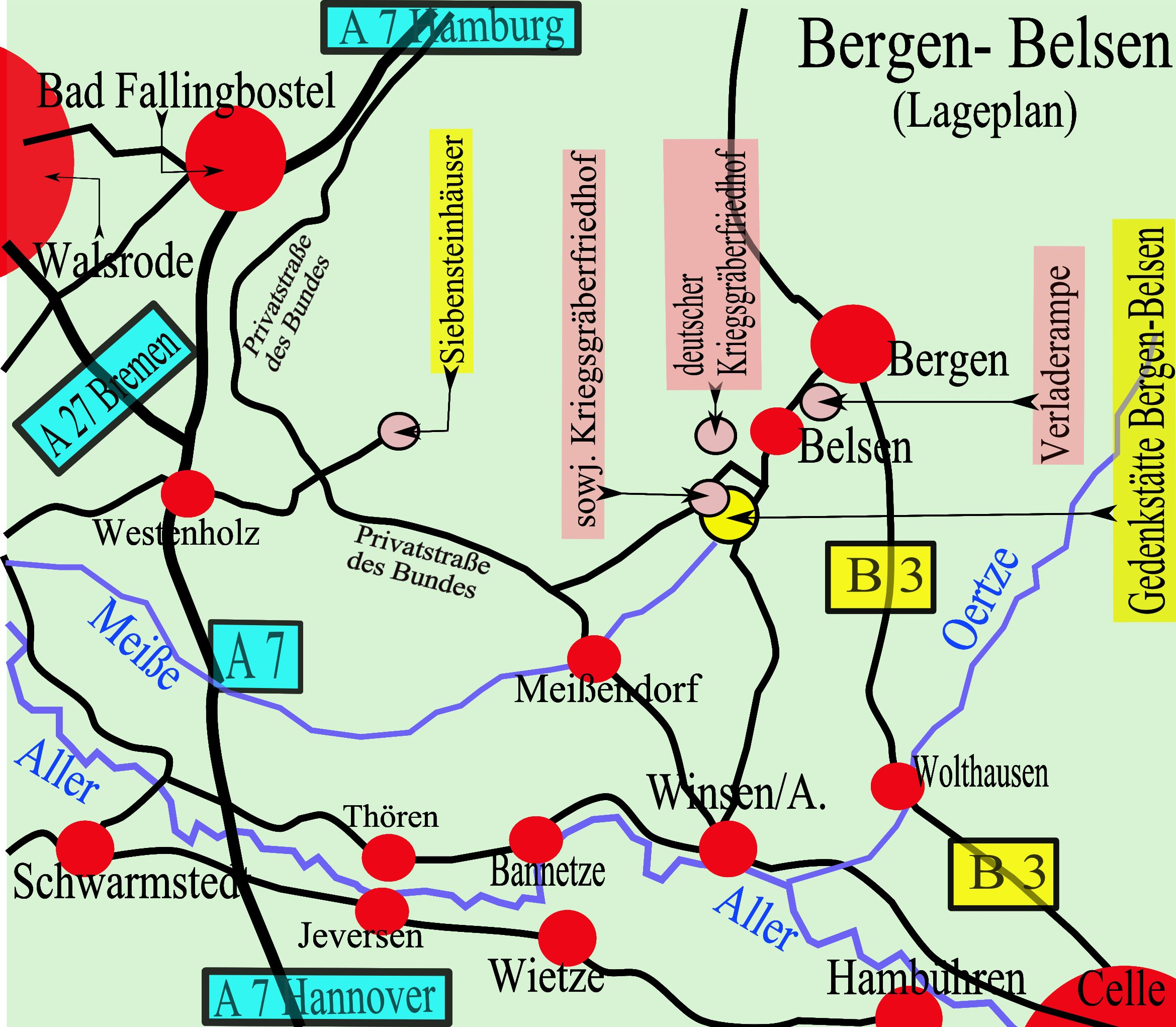
Lage des Dokumentations-Zentrums
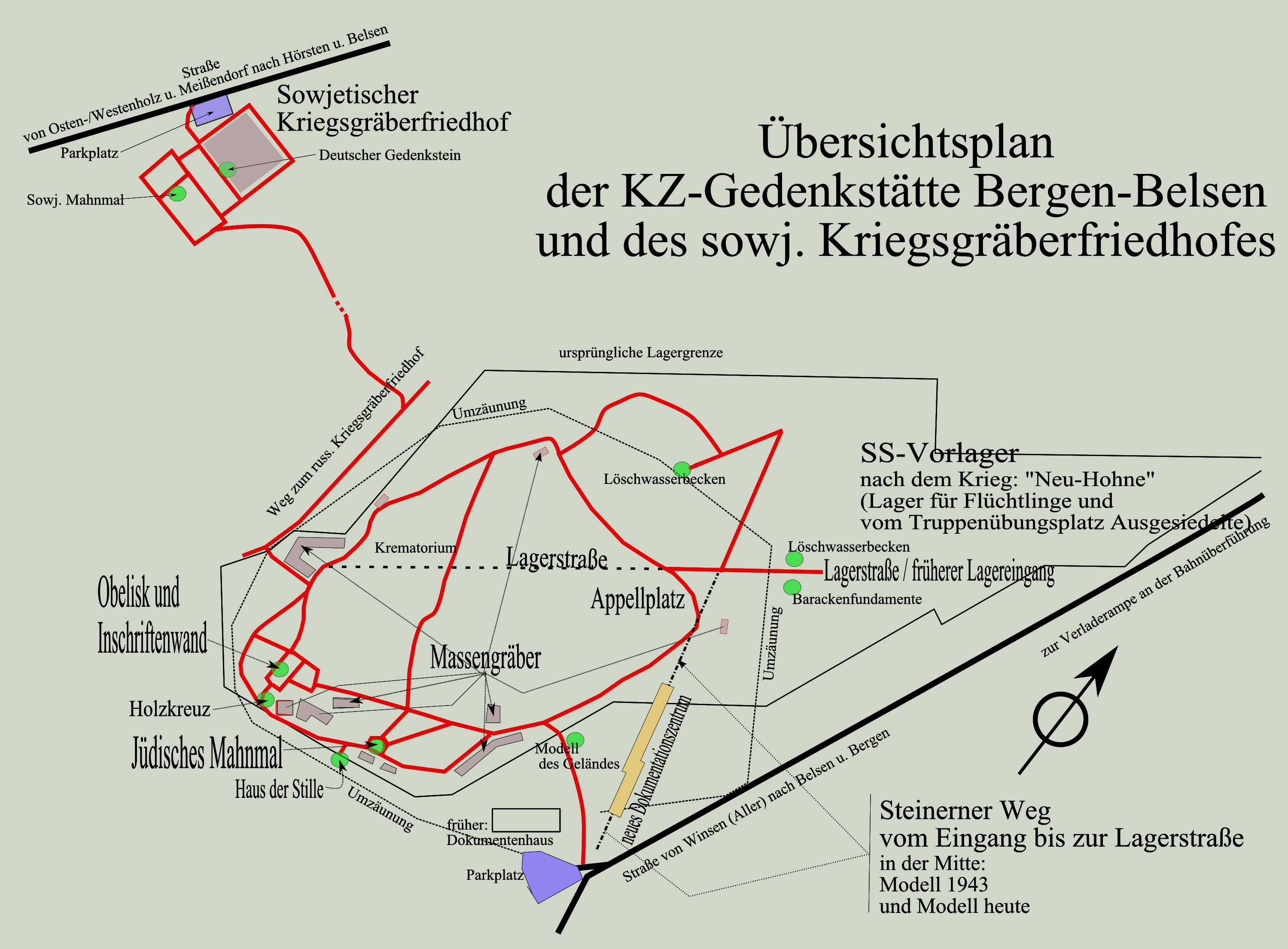
KZ-Gedenkstätte und sowjetischer Kriegsgefangenen-Friedhof
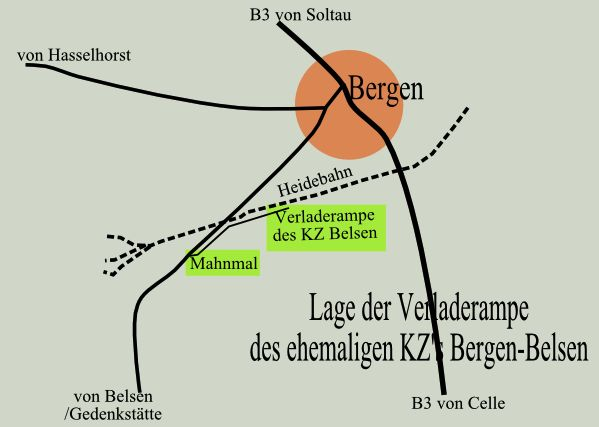
Verladerampe und Mahnmal
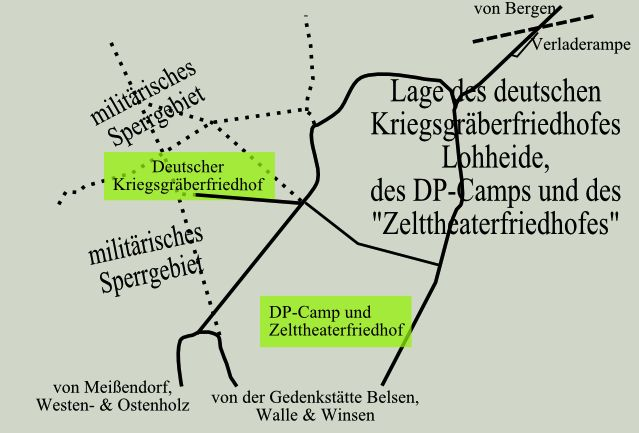
Lage von DP-Camp, Zelttheater- und Kapofriedhof (im Kasernen-Bereich nur nach Absprache zugänglich) und Kriegsgräber-Friedhof